# Therioaphis subalba
Therioaphis subalba är en insektsart som beskrevs av Carl Julius Bernhard Börner 1949. Enligt Catalogue of Life ingår Therioaphis subalba i släktet Therioaphis och familjen långrörsbladlöss, men enligt Dyntaxa är tillhörigheten istället släktet Therioaphis och familjen borstbladlöss. Arten är reproducerande i Sverige. Inga underarter finns listade i Catalogue of Life.